# Басинский сельсовет
Басинский сельский совет — административно-территориальная единица и муниципальное образование (сельское поселение) в составе Лиманского района Астраханской области, Российская Федерация. Административный центр — село Басы.
Законом Астраханской области от 20.12.2021 № 132/2021-ОЗ с 1 января 2022 года объединён с муниципальным образованием (административно-территориальной единицей) рабочим посёлком Лиманом.

## Географическое положение
Граница сельсовета начинается в точке пересечения с муниципальным образованием «Наримановский район» и Республикой Калмыкия, идёт в юго-западном направлении вдоль железной дороги Астрахань — Кизляр протяженностью 15500 м до пересечения с автодорогой Басы — Караванное, поворачивает на запад и идёт так на протяжении 8000 м, затем поворачивает на северо-запад и идёт так 6300 м, поворачивает на юго-запад на протяжении 8000 м, затем идёт в западном направлении до нефтепровода Тенгиз-Грозный, пересекает его и идет 4400 м в юго-западном направлении, затем в северо-западном направлении протяженностью 9500 м. Далее граница идет 6800 м по суходолу на юго-запад, затем 4500 м по суходолу на северо-запад, далее 9000 м по суходолу на юг, затем в юго-восточном направлении по суходолу протяженностью 7300 м, поворачивает на юго-запад и идёт так 12,5 км. Далее граница идет в юго-восточном направлении по суходолу протяженностью 7500 м до нефтепровода Тенгиз-Грозный, в юго-западном направлении вдоль него на протяжении 600 м, потом в юго-западном направлении 10200 м до границы с Республикой Калмыкия, и проходит по линии Астраханской области до первоначальной точки.
Существует неразрешённый территориальный спор между Астраханской областью и Республикой Калмыкия, так в соответствии с Законом Республики Калмыкия от 22 сентября 2003 года № 396-II-З часть территории Басинского сельсовета, включая село Басы, входит в состав Нарынхудукского сельского муниципального образования Черноземельского района Калмыкии.

## Население
| 2010  | 2012  | 2013  | 2014  | 2015  | 2016  | 2017  |
| ----- | ----- | ----- | ----- | ----- | ----- | ----- |
| 1138  | ↗1146 | ↘1141 | →1141 | ↗1160 | ↗1188 | ↘1174 |
| 2018  | 2019  | 2020  | 2021  |       |       |       |
| ↘1145 | ↘1118 | ↘1092 | ↘642  |       |       |       |

### Национальный состав
Русские — 612,чеченцы — 358, даргинцы — 83, казахи — 79, калмыки — 27, кумыки — 13, ногайцы — 8, азербайджанцы — 7, аварцы — 6, марийцы — 4, немцы, лакцы, белорусы — 3, украинцы — 2, чуваши, греки, татары — 1.

## Состав
В состав сельсовета входят следующие населённые пункты:
| Населённый пункт | Население, человек (2012) |
| ---------------- | ------------------------- |
| Басы, село       | 1076                      |
| Басинск, посёлок | 135                       |

## Объекты социальной сферы
- Басинская основная общеобразовательная школа
- Библиотека
- Дом культуры в селе Басы
- Фельдшерско-акушерский пункт в селе Басы.